# James Key Caird
Pour les articles homonymes, voir James Caird.
James Key Caird (7 janvier 1837 – 6 mars 1916), 1er baronnet, est un baron de la jute et un mécène philanthrope.

## Biographie
Né à Dundee, il est l'un des hommes d'affaires les plus opulents de la ville. Il met en œuvre la technique la plus récente dans ses moulins et filatures d'Ashton et Craigie. Il prend la tête de l'entreprise familiale en 1870.
Il amasse une fortune importante et offre aux habitants de Dundee le Caird Hall, qui domine City Square, ainsi que le Caird Park dans le nord de la ville. Le Marryat Hall, don de sa sœur Emma Grace Marryat, jouxte le Caird Hall. Ses dons se montèrent à 270 000 livres — l'équivalent de 20 millions de livres d'aujourd'hui. Il est élevé à la dignité de baronnet en 1913.
Caird finance l'expédition d'Ernest Shackleton en Antarctique (1914-1916), et un des canots de sauvetage - celui-là même qui permet à Shackleton et cinq de ses hommes d'effectuer la périlleuse traversée de 800 miles (1 500 km) de l'île de l'Éléphant à la Géorgie du sud - est baptisé en son honneur le James Caird.
Caird est diplômé de l'université de St Andrews.
Il est mort à Belmont Castle, Dundee.